# Deutscher Staatsbahnwagenverband
Der Deutsche Staatsbahnwagenverband (DWV) war ein 1909 gegründeter Verband der deutschen Länderbahnen.

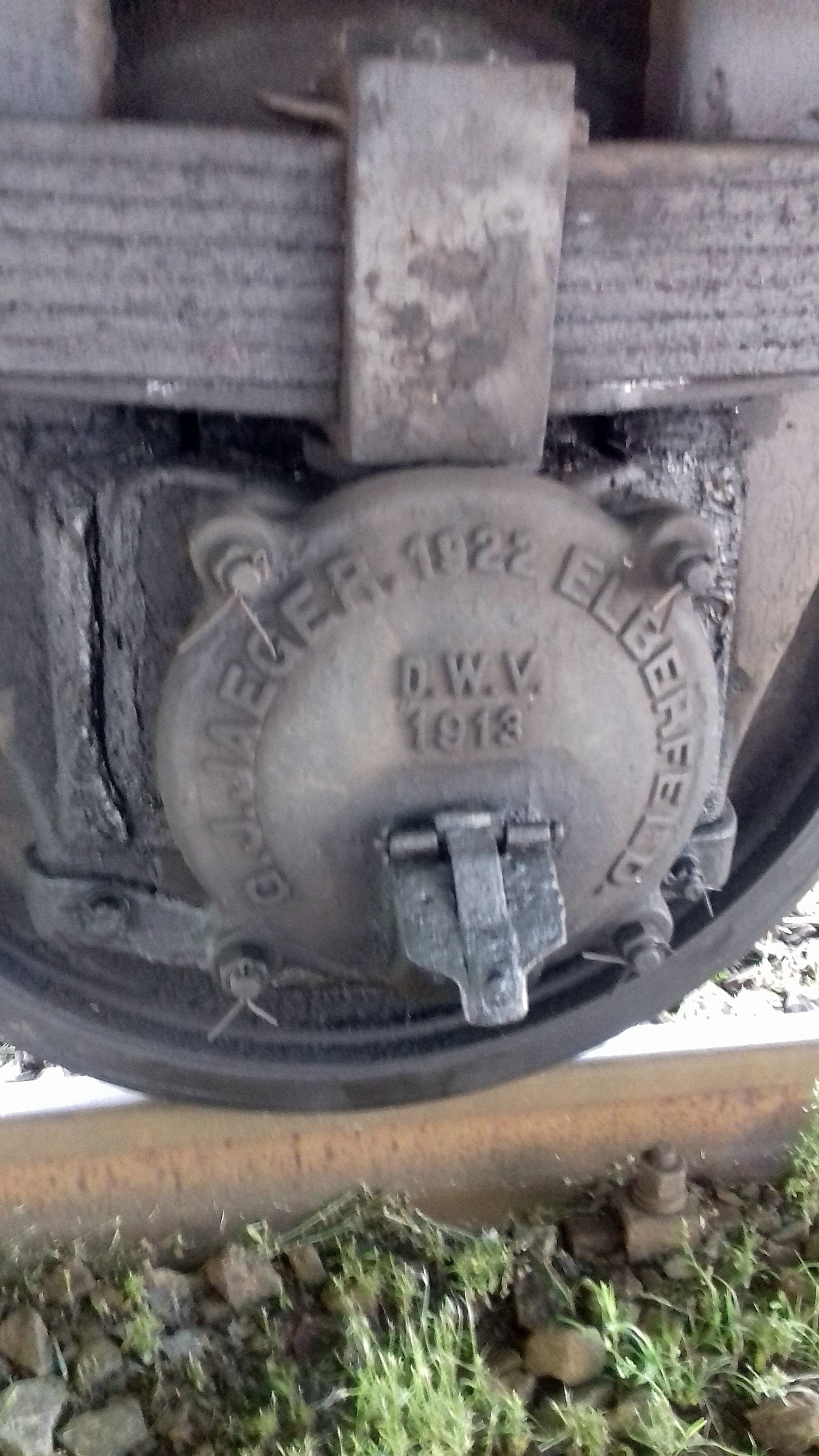
Achslagergehäuse für Eisenbahnwaggons, D.W.V. 1913, Hersteller G. & J. Jaeger aus Elberfeld 1922.

## Aufgaben
Der Zweck des Verbandes war die Gewährleistung eines freizügigen Güterwagenaustauschs zwischen den Mitgliedsbahnverwaltungen. Der Deutsche Staatswagenverband konnte im Gegensatz zum Preußischen Staatsbahnwagenverband (gegründet 1881) für ganz Deutschland einheitliche Wagenbauarten durchsetzen. Es wurden insgesamt elf verschiedene Wagengattungen entwickelt (Gattung A1 bis A11). Dies führte zu den Güterwagen der Verbandsbauart. Zusätzlich wurde später auch ein Kesselwagen in Verbandsbauart (A12) entworfen. Neben kompletten Güterwagen wurden auch Drehgestell-Bauarten festgelegt (beispielhafte Beschriftung eines Radsatzes: D. W. V. 1913 Enzinger Werke Breslau 1924).
Darüber hinaus verrechnete der DWV die Entgelte für die Nutzung der Wagen anderer Bahnen zwischen den beteiligten Bahnen.

## Ende
Mit der Gründung der Deutschen Reichsbahn zum 1. April 1920 stellte der DWV seine Arbeit ein.